# Львівсько-Чернівецька операція

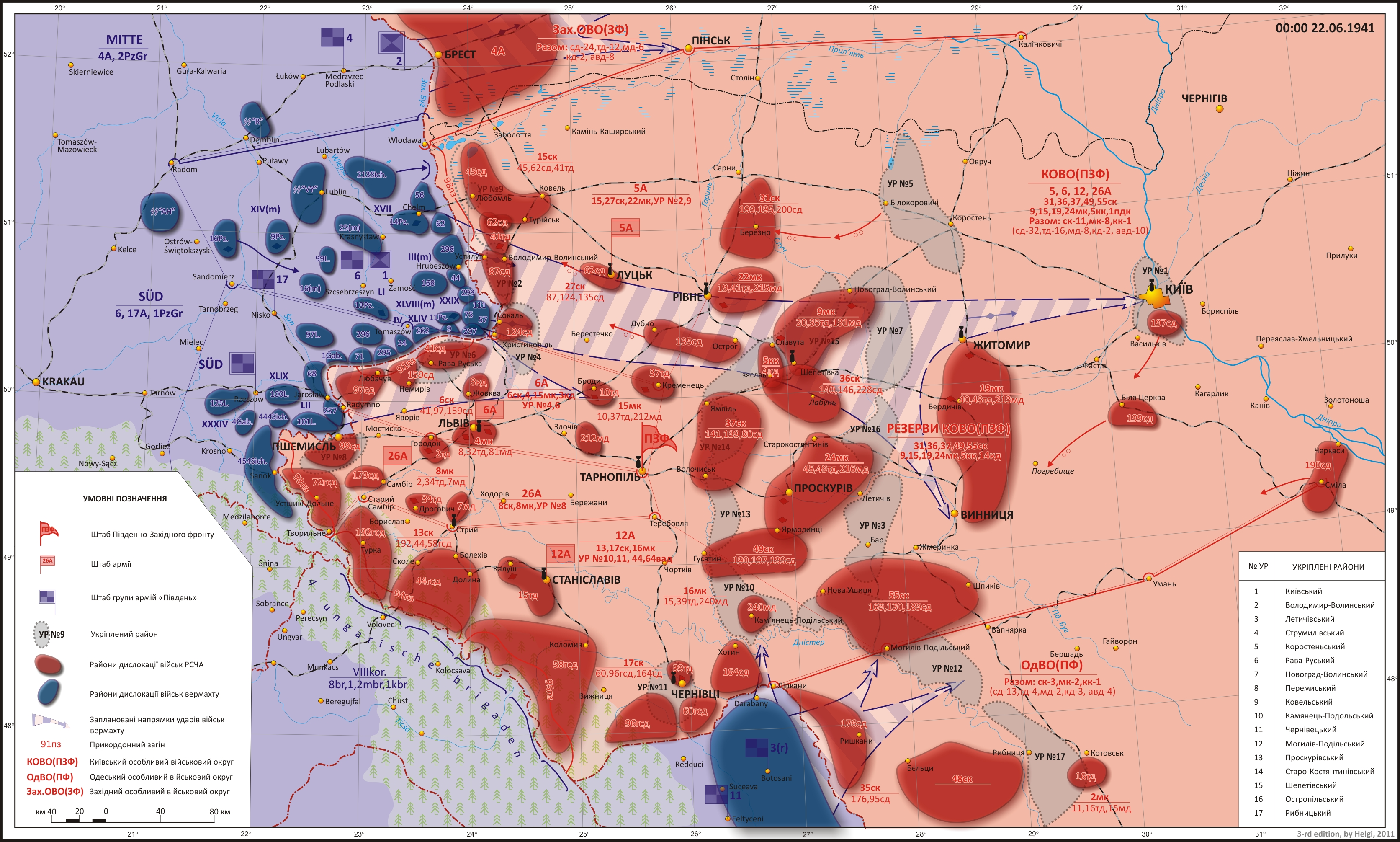
Положення сторін перед початком операції «Барбаросса». 22 червня 1941

Львівсько-Чернівецька операція — стратегічна оборонна операція радянських військ на південному фланзі німецько-радянського фронту в ході операції «Барбаросса». Львівсько-Чернівецька операція, що охопила територію майже усієї Західної України, стала однією з перших великих битв на початковому періоді німецько-радянської війни. Змагання відбувалося між військами радянського Південно-Західного фронту (М. П. Кирпонос) проти військ групи армій «Південь» генерал-фельдмаршала фон Рундштедта. У ході бойових дій до складу Червоної армії було додатково введено 12 дивізій, 6 бригад та управління 18-ї армії. В рамках даної операції відбулися: прикордонні оборонні бої, Львівсько-Луцька та Станіславсько-Проскурівська фронтові оборонні операції Червоної армії.
Радянські війська вели бойові дії в смузі 600—700 км, і відступили на глибину 300—350 км від державного кордону.

## Історія

### Передумови
22 червня розпорядженням Ставки ВГК з Київського військового особливого округу, котрим командував генерал М. П. Кирпонос, був створений Південно-Західний фронт. До складу фронту входили 5-та, 6-та, 12-та та 26-та загальновійськові армії, котрі дислокувалися на 860-кілометровому фронті від Прип'ятських боліт до Молдавії. З числа 58 дивізій — з них 16 танкових — 15 стрілецьких на початок операції знаходилися на марші в 100—120 кілометрах від кордону. Загалом в складі фронту нараховувалося 957000 бійців, 12600 гармат та мінометів, 4780 танків та 1759 бойових літаків. 8 мехкорпусів з 20-и, зосереджених в західних прикордонних округах, входили до складу фронту. До складу 8-и корпусів входило 24 танкові та механізовані дивізії з 4000 танків, з них 840 нових — КВ та Т-34.
Проти радянських військ діяли частини групи армій «Південь» — 6-та, 17-та польові армії та 1-ша танкова група — під орудою фельдмаршала Г. Рунштедта. Німецькі сили нараховували 730 000 військових, 9 700 гармат та мінометів, 800 танків та 770 бойових літаків. У 1-й танковій групі генерала Кляйста нараховувалося 9 танкових та мотодивізій, середніх танків — Т-III та T-IV близько половини, решту складали застарілі T-I і Т-II.

### Прикордонні битви
О 3:30 22 червня 1941 року німецька авіація завдала удару по аеродромах, районах зосередження, колонах військ, що висувалися, та інших важливих об'єктах. О 4:00 почалася короткочасна артилерійська підготовка, о 5-6 годин ранку німецькі війська перейшли в наступ і почалася прикордонна битва.
Як і планувалося, 1-ша танкова група завдавала удару в загальному напрямку Устилуг — Житомир — Київ, частиною сил наступаючи на південь. Головний удар завдавала 17-та армія, яка наступала удар на Львів і Перемишль. Південніше діяла 11-та армія, що завдавала удару на північ від Станіслава. 6-та польова армія наступала слідом за 1-ю танковою групою трохи північніше — безпосередньо на Ковель.
Головний удар німці завдали на північ від львівського виступу. Співвідношення сил у принципі давало змогу радянським військам відбити наступ, але більша частина їх розташовувалася осторонь від напрямку німецького головного удару і була розтягнута в глибину, що ускладнювало реалізацію наявних можливостей. Використовуючи 15-20-кілометрові проміжки між радянськими дивізіями, що дислокувалися поблизу кордону, і переважну перевагу в силах на напрямку головного удару, 6 піхотних і танкова дивізії вермахту в перший же день війни прорвалися на відстань до 30 кілометрів у глибину радянської території.

### Львівсько-Луцька оборонна операція
Нацистські війська наступали танковими дивізіями 1-ї танкової групи генерала Е. Кляйста на стику радянських 5-ї та 6-ї армій в напрямі Сокаль — Дубно. Головного удару завдавали по частинах 27-го стрілецького корпуса 5-ї армії. На Ковельському напрямі завдавали удару німецькі 56-та та 62-га піхотні дивізії 17-го армійського корпусу уздовж залізниці Холм — Ковель.
В бою за Устилуг, де наступала 298-ма німецька піхотна дивізія, радянські частини з великими втратами змогли відбити натиск, під вечір нацисти перекидають сюди бронеавтомобілі та танки 14-ї танкової дивізії. До кінця дня 298-ма дивізія змогла захопити плацдарм біля Устилуга та Вигоданки. В другій половині дня у бій була введена німецька 11-та танкова дивізія в напрямі Сокаль — Тартаків — Стоянів, діючи поперед 57-ї та 297-й піхотних дивізій. Під вечір радянська 124-та стрілецька дивізія опинилася в напівоточенні 57-ю, 75-ю та 111-ю піхотними дивізіями, 11-та танкова дивізія вийшла до Стоянова та Радехова.
В напрямі Львова німецькі сили зайняли район Пархача, де тримала оборону 3-тя кавалерійська дивізія, у той час, як 41-ша та 159-та стрілецькі дивізії утримували Рава-Руський укріплений район, 97-ма стрілецька дивізія оборонялася на рубежі Млодув — Хотинець.
Головний удар завдавали танкові з'єднання вермахту; прориваючи оборону і не зупиняючись для боїв із розчленованими радянськими з'єднаннями, вони стрімко просувалися на схід. Так, уже до кінця 23 червня 1941 року 3-й моторизований корпус вийшов до Володимир-Волинського, але його затримали майже на тиждень в ході танкової битви біля Дубно — Луцьк — Броди. Однак радянський контрудар перетворився на розрізнені дії танкових з'єднань: одні починали атаку, інші завершували її, а треті тільки підходили. Багато радянських частин і з'єднань, зокрема основні сили 8-го механізованого корпусу, опинилися в оточенні.
Таким чином, унаслідок удару танкових з'єднань вермахту в перший же день війни Південно-Західний фронт виявився розчленованим практично на стику відповідальності 5-ї та 6-ї армій. Що стосується південного, 3-го моторизованого корпусу, то він вирвався на оперативний простір і, практично не зустрічаючи опору, просувався до Житомира дорогою від Дубно. 23 червня 11-та танкова дивізія вступила в бої на підступах до Радехова, де тримав оборону 36-й стрілецький корпус спільно з 40-ю танковою дивізією. Одночасно з цими силами 15-го і 4-го механізованих корпусів було організовано контрудар у фланги 11-ї танкової дивізії. Наказ про його проведення відповідно до плану прикриття державного кордону було віддано ще о 09:45 22 червня. Контрудар проводився 23-29 червня. Таким чином, частини 3-го моторизованого корпусу були пов'язані з фронту обороною 5-ї армії Червоної армії, з флангів (в основному з південного) — діями механізованих корпусів. Загалом контрудар не дав відчутного результату, хоча й затримав частини 3-го корпусу на тиждень. У цей же час 17-та армія 22 червня вийшла до Рава-Руського укріпрайону, осідлавши шосе на Львів, частини 101-ї піхотної дивізії увійшли в Перемишль.
Решта розрізнених з'єднань 6-ї армії відходили на Львів, паралельно з наступом німецьких військ. Тили армії були відрізані ударом 3-го моторизованого корпусу. У період із 25 до 27 червня окремо діюча 6-та польова армія продовжувала бої за Ковель. Основні сили 1-ї танкової армії наступали через Житомир на Київ.
Після цього основні сили північного флангу групи армій «Південь» повернули на південний схід для оточення радянських військ на Правобережній Україні.

### Станіславсько-Проскурівська операція
В ході першого тижня бойових дій війська Південно-Західного фронту зазнали значних втрат; на цей час мехкорпуси фронту були практично знищені — в 9-му та 19-му мехкорпусах лишалося близько 30 % від початкової кількості, в 8-му та 15-му — до 15 %, в 22-му — близько 10 %.
Станом на 3 липня частини 49-го, 36-го, 37-го стрілецьких, 24-го і 4-й механізованих корпусів вели оборонні бої, переважно спираючись на фортифікаційні споруди та укріпленні райони старого радянсько-польського кордону.
Радянський 9-й механізований корпус боровся з німецькими силами в районі Гориньграда, Гощі, Михалківців та Тучина. 13-й стрілецький корпус відійшов на рубіж Теребовля — Чортків — Устечко. 192-га гірськострілецька дивізія основними силами займала рубіж Підгайці — Голгоча, 58-ма гірськострілецька дивізія — по лінії Городенка — Снятин.
12-й стрілецький корпус вів бої по лінії Станіславів — Галич. Правофлангові частини 18-ї армії, прикриваючи Лужани, відійшли від Чернівців до річки Прут по рубежу Хотин — Липкани.
4 липня 19-й мехкорпус під Корцем вів стримувальні бої з німецькими моточастинами. 13-й стрілецький корпус відходив в напрямі Гримайлів — Чортків; 192-га гірськострілецька дивізія вела оборонні бої біля Хоросткова, у той час, як 44-та гірськострілецька дивізія під постійним авіаційним обстрілом відступала на Ягільницю.
Вранці 4 числа німці зайняли Шепетівку. 24-й мехкорпус зазнав втрат і був вибитий з Волочиська, 99-та стрілецька дивізія з-під Бережан відійшла до Сатанова, 173-тя стрілецька дивізія вела бої між Козином і Сатановом. У другій половині дня сили радянської 6-ї армії було вибито з Полонного, 26-та армія відступила на лінію Кульчини — Копачівка. Командувач Південного фронту генерал Тюленєв, не очікуючи рішення Ставки Головнокомандування, віддав наказ відвести війська за Дністер та зайняти оборону, спираючись на укріпрайони.
Ставка ВГК намагалася скасувати цей наказ, але ситуація стрімко погіршувалася. Протягом 4 липня сили 11-ї німецької та 3-ї румунської армії просунулися вглиб оборони Південно-Західного фронту в середньому на 40 кілометрів, угорські війська зайняли Коломию.
5 липня німецькі війська прорвали оборону Ізяславського укріпрайону та захопили Ізяслав, Гриців, Ляхівці та Понінку; радянські війська відійшли до Остропільського укріпрайону. 8-й стрілецький та 24-й механізований корпуси 6-ї армії намагалися організувати оборону Проскурова та створити єдину лінію оборони з відступаючою південніше 12-ю армією.
В ніч на 6 липня під безперервним тиском вермахту частини радянської 12-ї армії почали відхід на річку Збруч.
Вранці 6 липня почався наступ німецьких механізованих з'єднань однією групою в напрямі Шепетівка — Новий Миропіль — Старокостянтинів, другою — в напрямі Волочиськ — Проскурів — Гусятин. Того ж дня лівофлангові з'єднання 9-ї армії, що залишилися на ріках Прут і Дунай, об'єднали в Приморську групу військ під орудою генерала Н. Є. Чибісова.
Вранці 7 липня німці почали атакувати радянські війська у передмісті Проскурова. 9-та армія генерала Черевиченка відійшла за Дністер, у той час як 12-та армія головними силами відходить за Збруч. Близько полудня 7 липня німецькі танки прорвалися в напрямі Бердичева, 13-й стрілецький корпус вів бій з німецькими передовими силами під Гусятином. Опівдні сили групи армій «Південь» прорвали радянську оборону.

Вояки угорського Мобільного корпусу на роверах

Вночі радянські частини відступили з Проскурова і відійшли на рубіж Немиринці — Капустин. Продовжується форсування Дністра німецькими, румунськими та угорськими військами.
8 липня 1941 року Бердичів окупували нацистські війська. 26-та армія почала відхід з рубежа Красилів — Проскурів до лінії Остропільського укріпрайону, 4-й мехкорпус відходить з-під Старокостянтинова на Чуднів. 12-та армія відходить на позиції Летичівського укріпрайону та на лінію Меджибіж — Коржівці — Віньківці.
Німецькі сили обійшли Проскурів з північного заходу та північного сходу, оточивши радянські війська, і вже пізно ввечері німецькі сили зайняли Проскурів, вибивши 80-ту стрілецьку дивізію.
Танкові та моторизовані дивізії 1-ї танкової групи Кляйста продовжували розвивати наступ, 9 липня підрозділами 13-ї танкової дивізії вермахту було взято Житомир, а 11-та і 16-та танкові дивізії в смузі фронту 6-ї армії прорвалися до Краснополя і вийшли на західну околицю Янушполя.
Унаслідок глибокого розсікаючого удару, проведеного військами групи армій «Південь» на стику 5-ї та 6-ї армій, війська Південно-Західного фронту опинилися розділеними на дві частини: північну — 5-та армія й окремі частини, що оборонялися на північний захід від Києва, і південну — 6-та, 12-та, 26-та армії Південно-Західного фронту.